# St. Andreas (Weißenburg in Bayern)

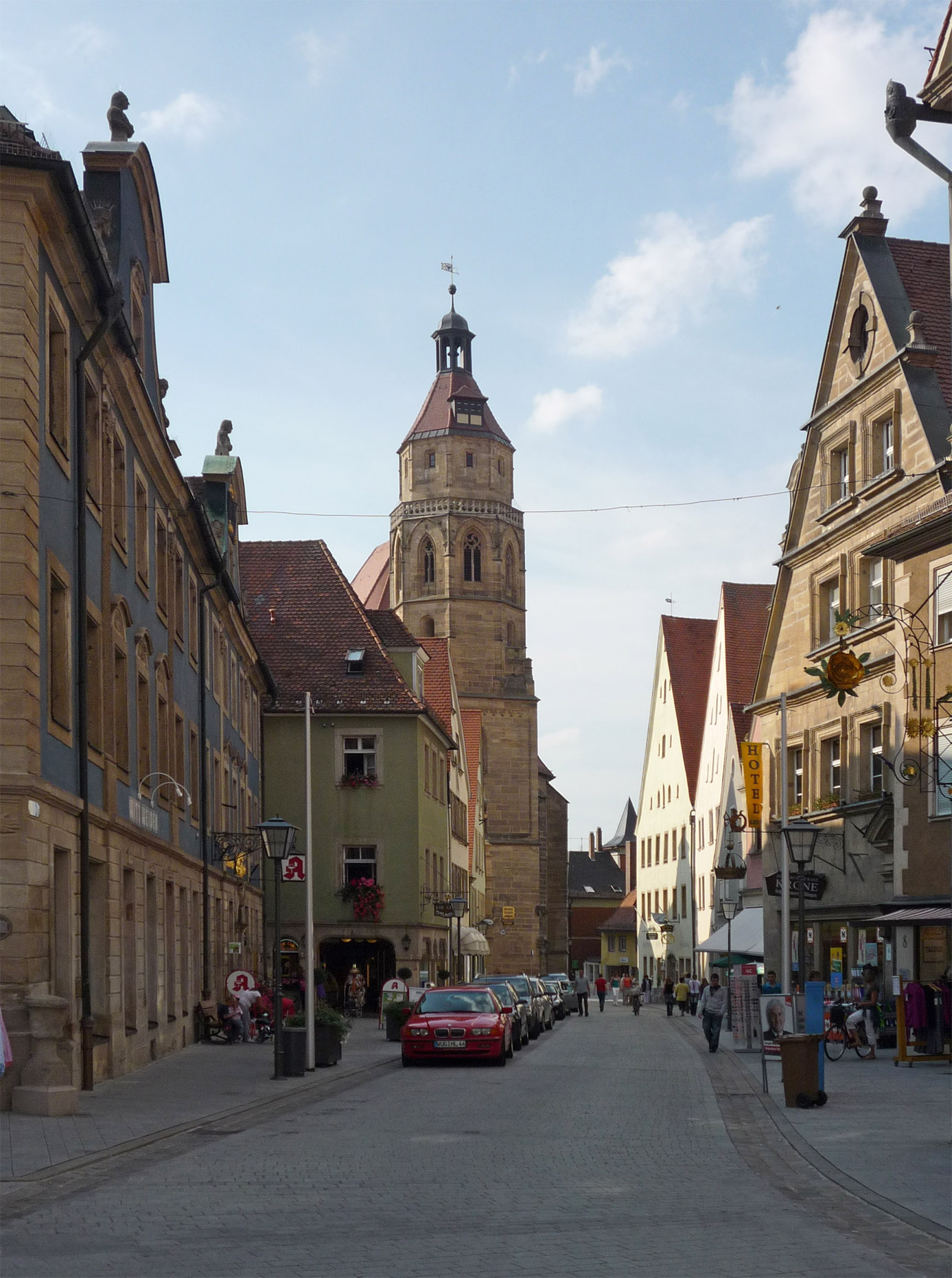
Die Kirche von der Rosenstraße aus

Die St.-Andreas-Kirche ist die evangelische Stadtkirche von Weißenburg in Bayern, einer Großen Kreisstadt im mittelfränkischen Landkreis Weißenburg-Gunzenhausen. Sie ist die größte Kirche der Stadt und liegt im Evangelisch-Lutherischen Dekanat Weißenburg. Das Gebäude ist unter der Denkmalnummer D-5-77-177-280 als Baudenkmal in die Bayerische Denkmalliste eingetragen. Die untertägigen Bestandteile sowie der Vorgängerbau sind zusätzlich als Bodendenkmal (Nummer: D-5-6931-0401) eingetragen. Das Gebäude hat die Adresse Martin-Luther-Platz 11. Kirchenpatrozinium ist der hl. Andreas.

## Lage

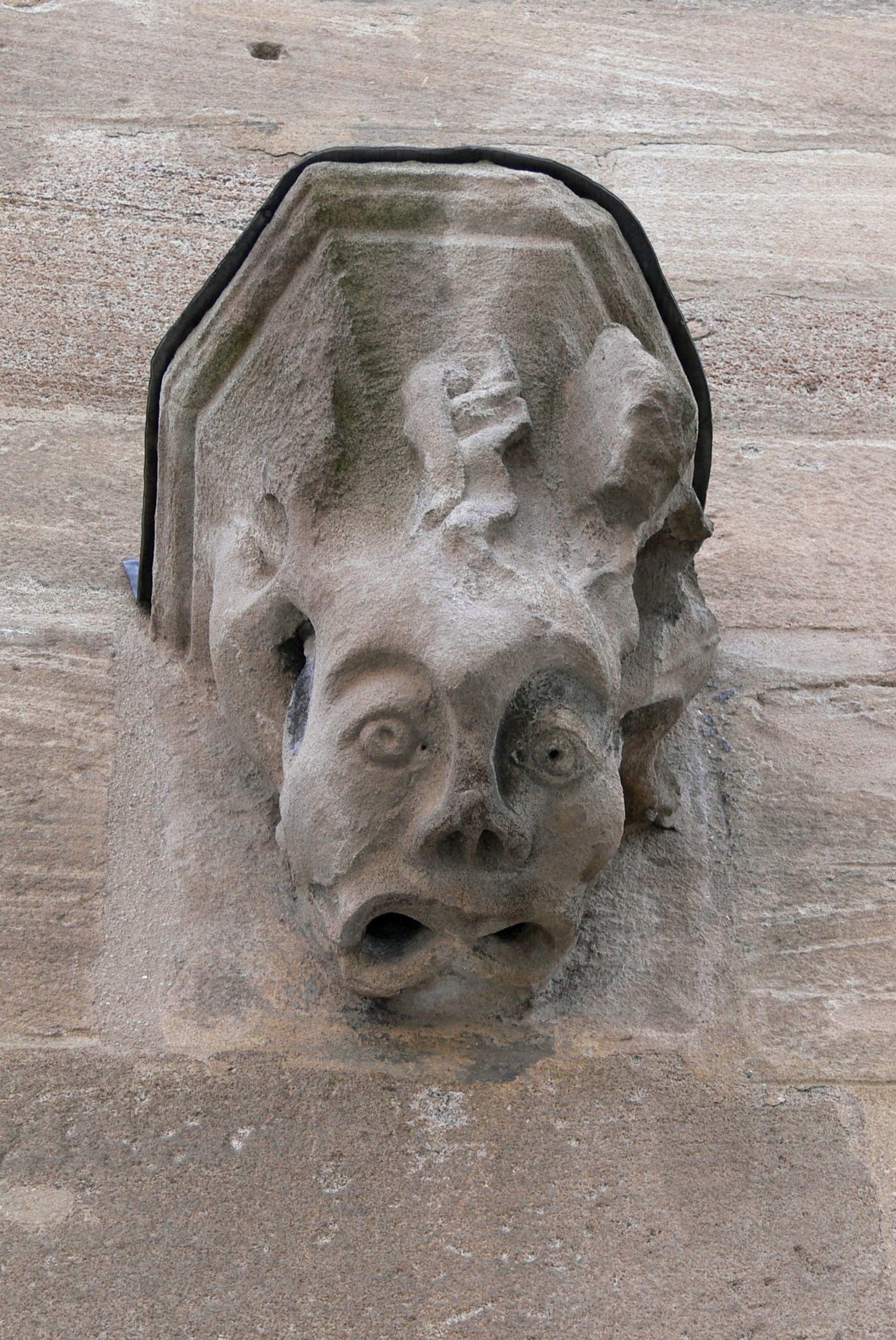
Eine der gotischen Konsolfiguren mit Monsterfratze

Als Stadtkirche der Großen Kreisstadt Weißenburg in Bayern liegt die Basilika am Martin-Luther-Platz innerhalb der denkmalgeschützten Altstadt Weißenburgs, in direkter Nähe zur Stadtmauer, dem Ellinger Tor, dem gotischen Weißenburger Rathaus mit Schweppermannsbrunnen und dem Platz Am Hof. Gegenüber der Kirche liegen die Alte Lateinschule, das Römermuseum und das Reichsstadtmuseum mit dem Haus Kaden. An der Ostseite der Kirche beginnt die Rosenstraße. Der Kirchturm ist mit 65 Metern Höhe das höchste Bauwerk der Stadt und weithin sichtbar. Die Kirche steht auf einer Höhe von 421 Metern über NHN.

## Geschichte
Am 15. November 1530 stimmten 454 Weißenburger Bürger in der St.-Andreas-Kirche ab, ob sie die Confessio Augustana annehmen und dadurch evangelisch werden wollten. 447 stimmten für den evangelischen Glauben, sieben dagegen, womit die Kirche und die Reichsstadt Weißenburg evangelisch wurden. Die sieben katholischen Bürger verließen bald darauf die Stadt. Die um 700 entstandene Martinskirche wurde 1534 profaniert, 1863 abgebrochen und durch einen Neubau nach Plänen des Architekten Eduard Bürklein in historisierender Form ersetzt (die heutige Schranne).
1850 verkaufte man einen Großteil der wertvollen Ausstattung der Kirche. Bei der Renovierung von 1958 erhielt die Kirche ihre ursprüngliche gotische Gestalt zurück. 1994 wurde die alte Sakristei, eine ehemalige Läutestube im Turmuntergeschoss, zur Schatzkammer mit Glaswand umgebaut, wo ab 1995 noch erhaltene Kirchenschätze ausgestellt werden.
Bei der Restaurierung der Kirche 1999 wurden die Chorfenster mit einer Außenschutzverglasung zur Konservierung und Erhaltung der Glasmalereien versehen.

### Vorgängerbau
1182 wurde vermutlich auf den Grundmauern einer Kapelle eine erste romanische Kirche gebaut, die geostet war und einen eingezogenen Chor mit vermutlich runder Apsis besaß. Die Vorgängerkirche wurde etwa zwischen 1182 und 1189 vom Eichstätter Bischof Otto geweiht. Sie gehörte zum Königshof. Diese Kirche wurde 1290 abgerissen. Auf ihren Fundamenten stehen die Pfeiler des jetzigen Kirchenschiffes.

### Baugeschichte

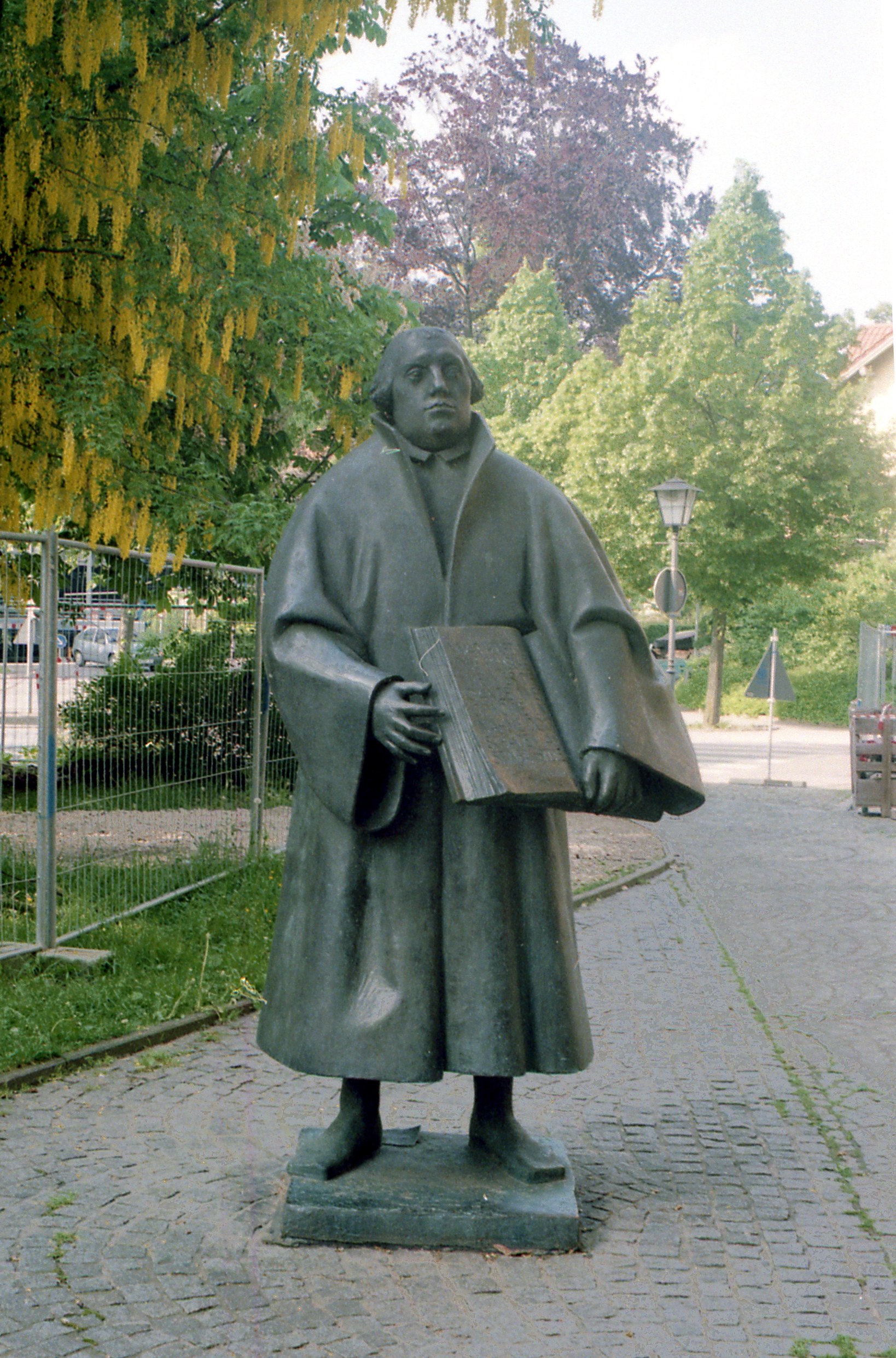
Statue Martin Luthers auf dem Kirchplatz

1327 wurde die 1294 begonnene Kirche geweiht und umfasste damals das dreischiffige Langhaus und den Nordturm. Bereits 1329 wurde die Andreaskirche als Stadtpfarrkirche bezeichnet, was beweist, dass die ältere Urpfarrei der Martinskirche als Hauptkirche der Stadt abgelöst wurde. 1400 wurde wieder an einem Neubau gearbeitet, der die St.-Sebald-Kirche in Nürnberg als Vorbild hatte. Allerdings begrenzte die Stadtmauer den Platz. Von 1425 bis 1465 baute man den Hallenchor mit der dazugehörigen Taufkapelle. Wegen Geldmangels verband man das Langhaus des Vorgängerbaues mit dem neu erbauten Chorraum. Dabei wurde die Längsachse der Kirche nach Süden verschoben. Von 1459 bis 1481 wurden die vier unteren Geschosse des Ostturms errichtet, 1520 wurde dessen oberstes Geschoss aufgesetzt. Durch Erhöhung des Mittelschiffes und weitere Umbauten entstand 1891 eine neugotische Basilika. Ab 1507 befand sich in oder bei der Kirche die Weißenburger Ratsbibliothek.

## Baubeschreibung

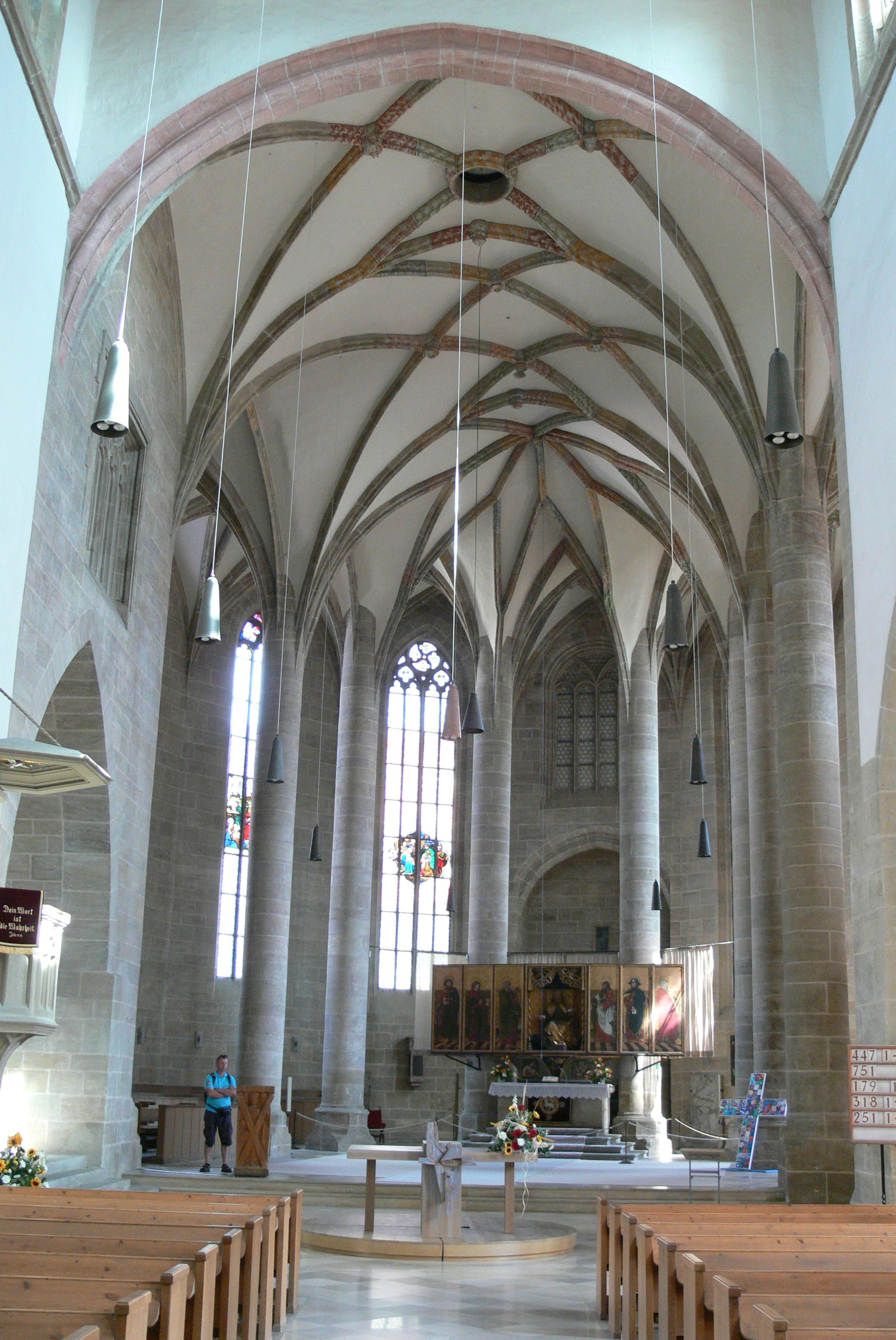
Der Chorraum mit Kreuzrippengewölbe

### Langhaus
Der älteste Teil der Kirche ist das dreischiffige Langhaus, das durch einfach abgestufte Strebepfeiler und einem umlaufenden Kaffgesims auf Höhe der Abstufung gegliedert ist. Die ehemalige Staffelhalle wurde im 19. Jahrhundert zur Basilika ausgebaut. Das Mittelschiff zu sechs Jochen ist durch spitzbogige Arkaden von den beiden Seitenschiffen getrennt. Es hatte bis 1891 ein Tonnengewölbe. Heute haben die drei Schiffe Flachdecken aus Holz.

### Hallenchor
Der helle, lichtdurchflutete Hallenchor ist relativ hoch und gilt als herausragendes Werk der süddeutschen Spätgotik. Der Hallenchor ist um rund 12 Grad gegenüber dem älteren Langhaus versetzt und erstreckt sich über die volle Breite des Langhauses, integriert im Norden den alten Kirchturm und schließt im Süden mit etwas geringerem Winkel an die Langhauswand an. Das Gewölbe ruht auf sieben 12 Meter hohen Rundpfeilern. 49 farbige Schlusssteine mit teilweise christlichen Symbolen fassen die Gewölberippen des Umgangs und des Chorhauses zusammen. Eine technische Besonderheit ist das original erhaltene Dach mit seiner aufgeständerten Kehlbalkenkonstruktion und doppelt stehendem Stuhl.

### Kapellen

#### Michaelskapelle
Zeitgleich zum Bau des Hallenchores entstand an dessen Südseite die zweigeschossige Michaelskapelle zu zwei Jochen. Den westlichen Bereich im Erdgeschoss füllt das Brautportal mit gewölbter Vorhalle aus. Das Brautportal von 1425 befindet sich an der Südseite der Kirche. Es zeigt Statuen des Apostels Jakobus des Älteren (erkennbar an der Jakobsmuschel an seinem Hut) und eines nicht identifizierten Apostels. Die beiden Statuen stehen auf Konsolen: die Konsole des Jakob' stellt eine betende Frau mit Rosenkranz dar, die Konsole der unbekannten Figur ist eine Fratze mit reichlich Laubwerk.
Das Tympanon zeigt Marienkrönung und Marientod. Über dem abgetreppten Portal befindet sich ein Spitzgiebel, der mit Krabben besetzt ist und von schlanken Fialen flankiert wird. Im Giebelfeld ist die Kreuzigungsgruppe dargestellt.
Die Michaelskapelle kann nur durch eine doppelläufige Wendeltreppe in dem Treppenturm westlich vom Brautportal erreicht werden. Die zwei Treppen sind so ineinander gewunden, dass man von außen wie von innen in die Kapelle gelangen kann, ohne sich zu begegnen. Die von außen zugängliche Treppe wurde von der Gemeinde, die ins Kircheninnere führende von den Geistlichen benutzt.

#### Taufkapelle
Die heutige Taufkapelle, sie entstand erst bei der Renovierung 1957–1960, bildet zusammen mit der darüber liegenden Michaelskapelle und dem Brautportal eine bauliche Einheit. Zuvor war der Raum, der ursprünglich eine selbständige gottesdienstliche Bedeutung hatte, zum Chor hin durch eine Mauer abgetrennt. In der Mitte des Raumes steht das mit Maßwerk verzierte Taufbecken.

### Türme

#### Andreasturm

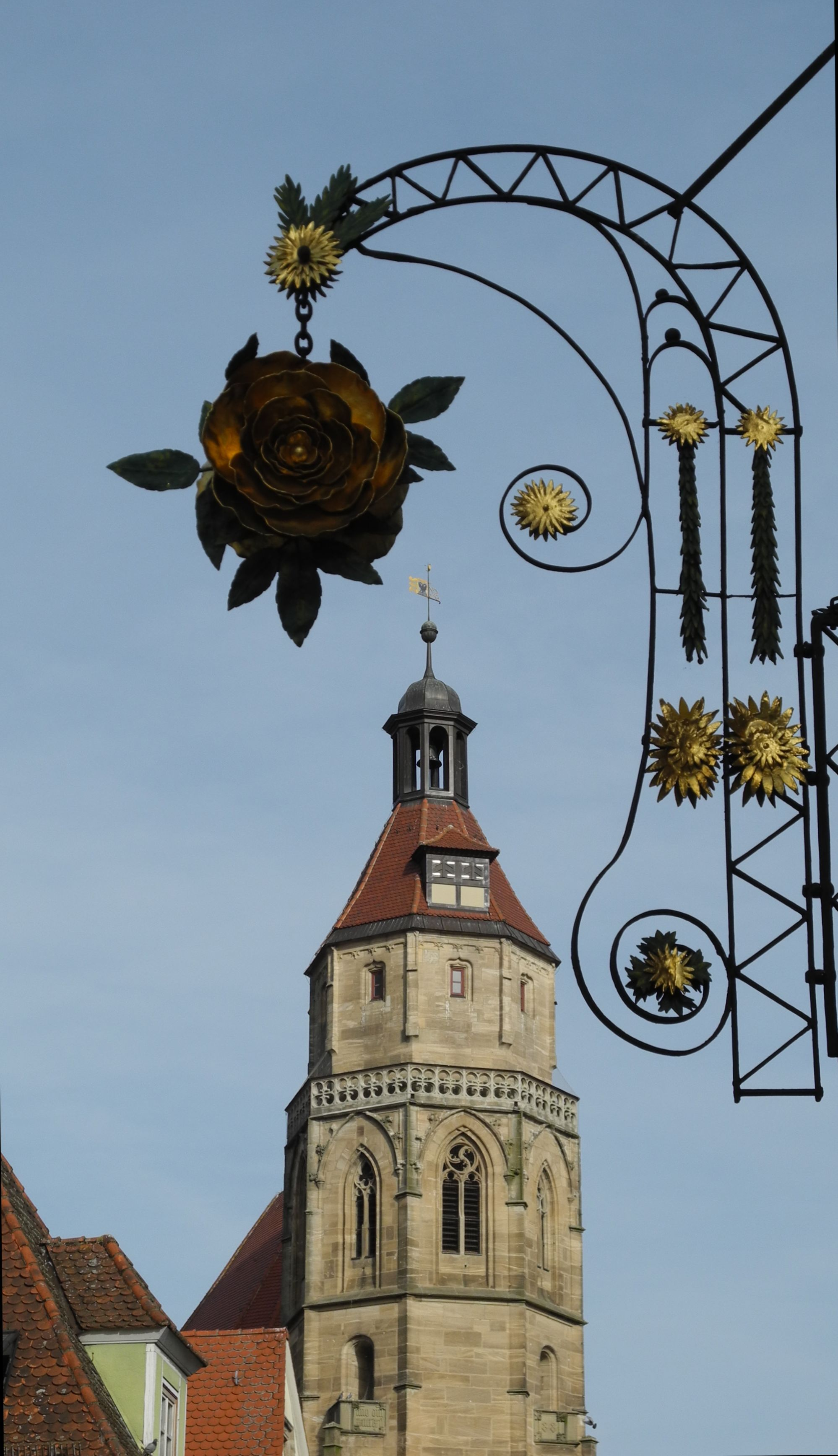
Die Spitze des Andreasturms

Der insgesamt 65 Meter hohe Andreasturm ist der Ostturm der Kirche und wurde nachträglich in mehreren Etappen zwischen 1459 und 1520 am Chor hinzugefügt. Der etwas kleinere Nordturm ist älter. Der Andreasturm beherbergt vier Glocken: die Gebetsglocke, die Messglocke, die 12-Uhr-Glocke und die Sturmglocke. Im obersten Stockwerk war bis 1925 auf 52 Metern Höhe die Wohnung des Türmers untergebracht. Die Türmerstube ist über eine Wendeltreppe erreichbar.
Die beiden quadratischen Untergeschosse reichen bis zum Chordach, die zwei mittleren Geschosse weisen einen achteckigen Grundriss auf. Das 1520 fertiggestellte fünfte Geschoss hat eine kleinere Grundfläche als die restlichen Geschosse. Der Turmhelm mit offener Kuppellaterne wurde in der Zeit des Barock ergänzt.

#### Nordturm

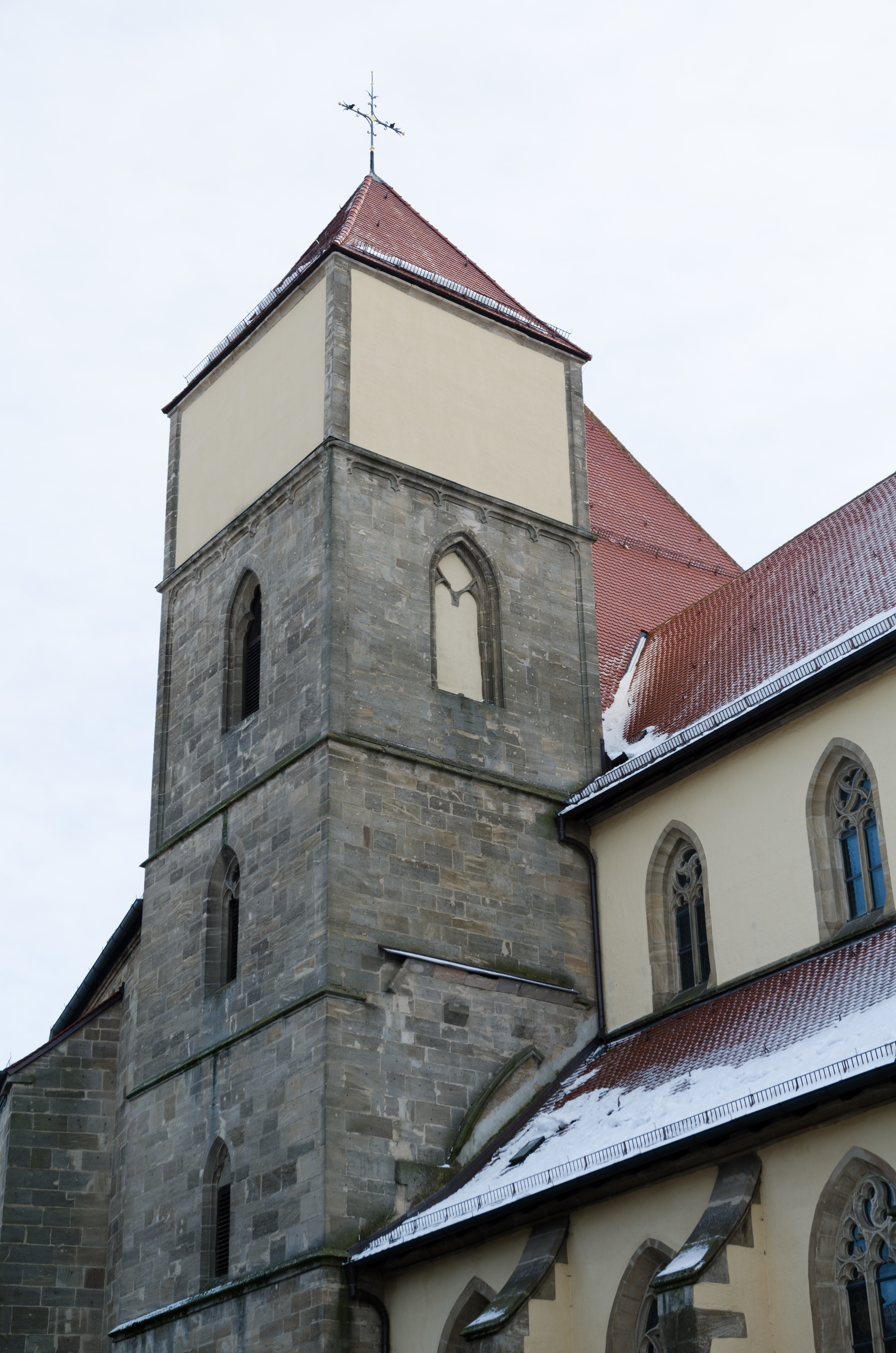
Der Nordturm

Der 7 m × 8 Meter große Nordturm ist fünfgeschossig und wurde im 14. Jahrhundert aus Haussteinen errichtet, mit Gesimsen zwischen den Geschossen. Bemerkenswert sind die spitzbogigen Mauerwerkfenster. Im unteren, zum Kirchenraum geöffneten Geschoss befindet sich die Kreuzigungsgruppe der Kirche, die zwischen 1928 und 1935 von dem aus Weißenburg stammenden Bildhauer Karl Hemmeter geschaffen wurde.

## Ausstattung

### Altäre

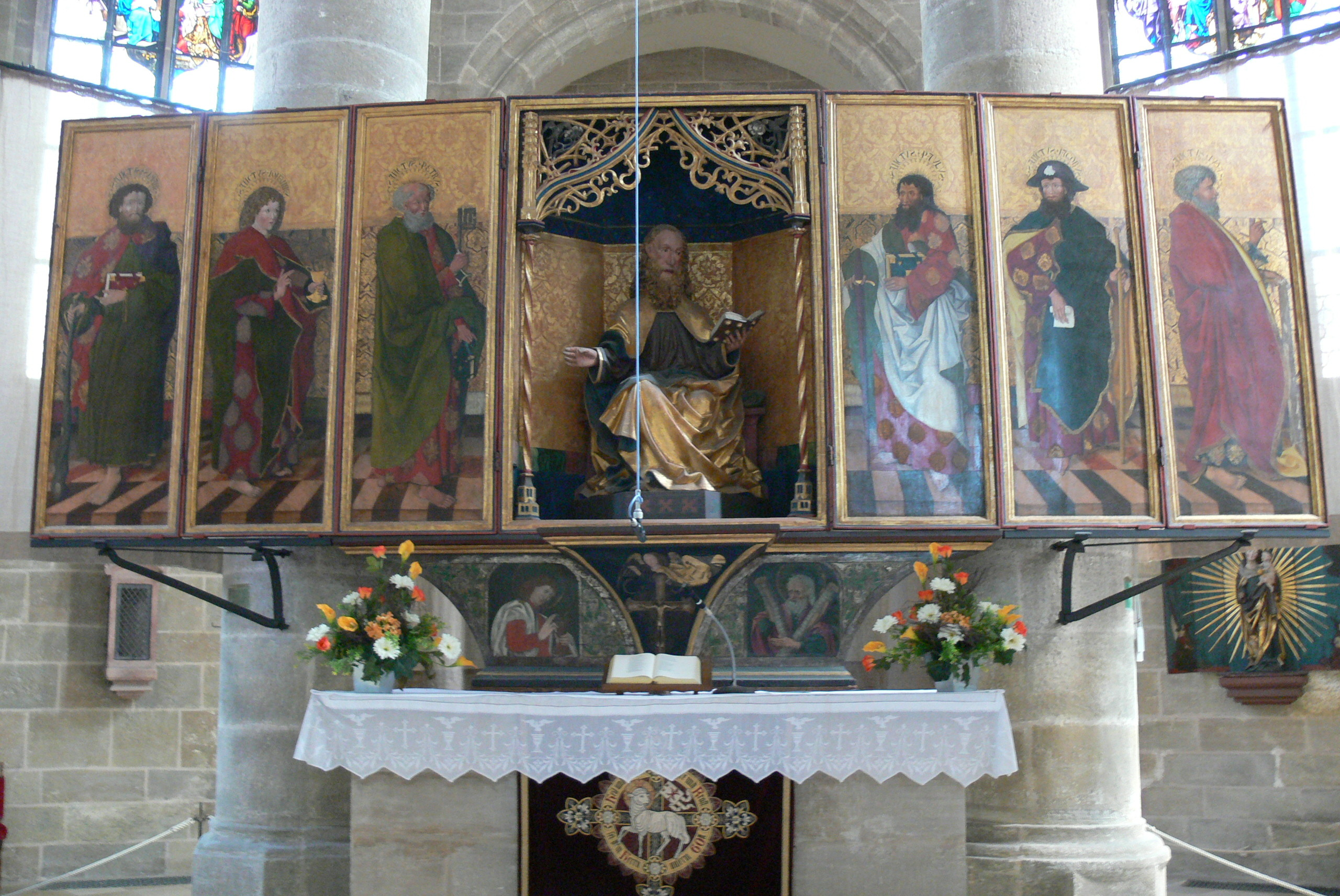
Andreasaltar

#### Hochaltar
Der Hochaltar, Andreasaltar genannt, stammt vermutlich von Michael Wohlgemut aus Nürnberg, die Entstehungszeit war um 1500. Er befand sich ursprünglich in der nördlichen Chorkapelle und wurde erst nach 1931 an seine jetzige Stelle gesetzt. Im Mittelteil des etwa 6 Meter breiten Flügelaltars steht eine Skulptur des sitzenden Apostels Andreas. Die flankierenden Tafelbilder stellen Apostel dar, v. l. n. r. Judas Thaddäus, Johannes Evangelista und Petrus (links), Paulus, Jakobus der Ältere und Simon Zelotes (rechts). Die Predella – ursprünglich nicht zum Altar gehörig – zeigt Brustbilder des heiligen Andreas und Johannes Evangelista. Vor dem Andreasaltar in der Mitte des Ostchors befindet sich seit 2000 der moderne Volksaltar von Hermann Sturm.

#### Sebaldusaltar
Im nördlichen Chorumgang steht der sogenannte Sebaldusaltar, ein spätgotischer Flügelaltar von 1496, der entweder Veit Stoß oder einheimischen Weißenburger Künstlern zugeschrieben wird. Bei geöffneten Flügeln steht in der Mitte im Schrein die Figur der Maria mit Kind auf der Mondsichel, die links von einem Mönch ohne Attribut (St. Benedikt ?), rechts von St. Sebald flankiert wird. In den Flachreliefs sind auf den Flügeln links der heilige Antonius Abbas, rechts der heilige Sebastian dargestellt. Auf der Predella erscheinen als gemalte Halbfiguren die heiligen 14 Nothelfer. Die Predella stammt zwar aus derselben Zeit wie der Altar, gehörte aber ursprünglich nicht dazu.

#### Marienaltar

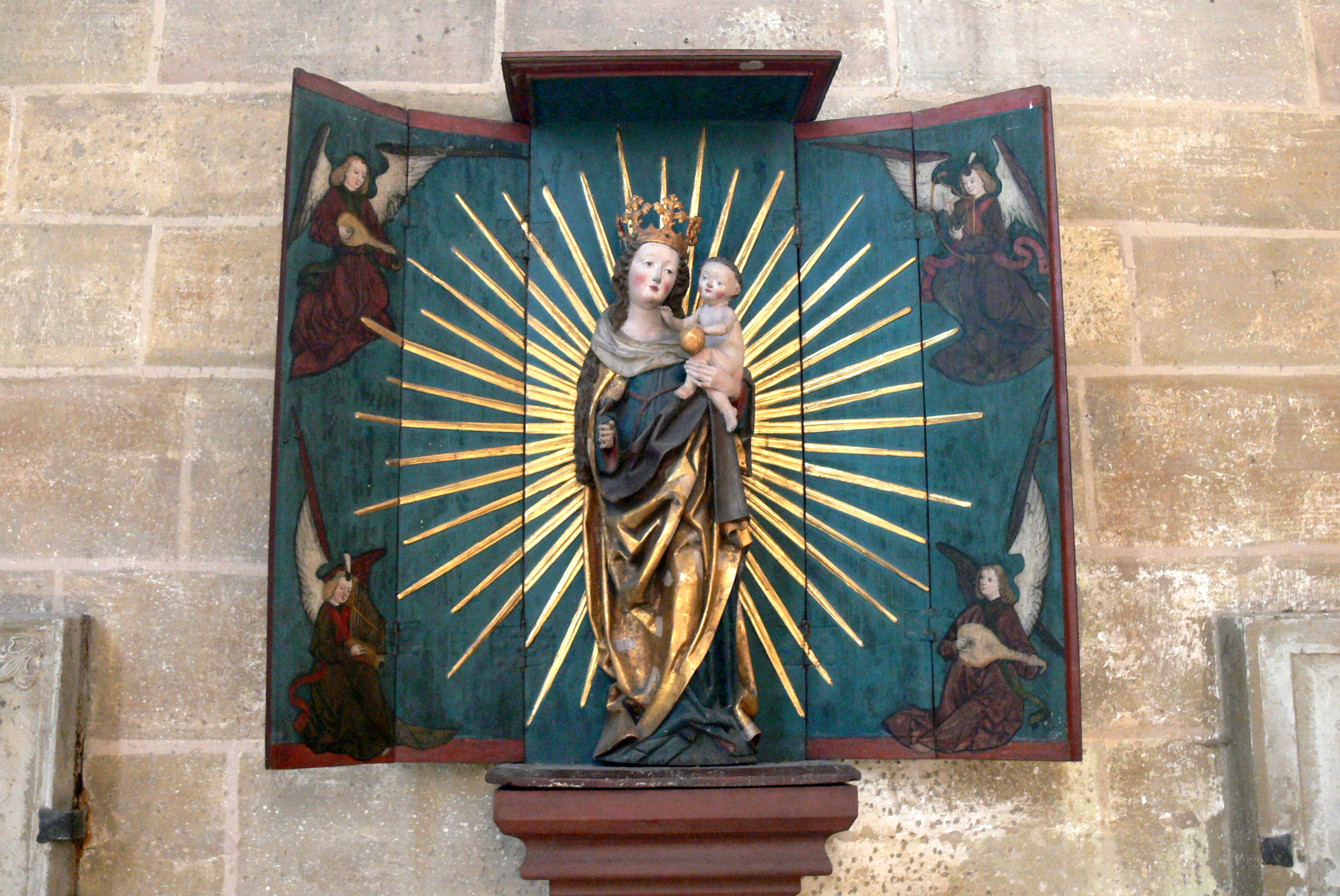
Marienaltar

Daneben existiert noch der um 1500 geschaffene Marienaltar in Form eines für den Nürnberger Raum charakteristischen Kastenaltars. Die Figur der Madonna mit Kind auf der Mondsichel steht vor einem gemalten Strahlenkranz, der von musizierenden Engeln umgeben wird. Auf seinen Außenseiten (nicht sichtbar) ist eine Mariä Verkündigung dargestellt. Bei geöffneten Flügeln bildet der obere Teil des Kastens einen Baldachin über der Figur Marias. Ein ähnlicher, 1477 geschaffener Kastennaltar, der aus St. Andreas stammen soll, befindet sich heute im Bayerischen Nationalmuseum in München.

### Konfessionsbild

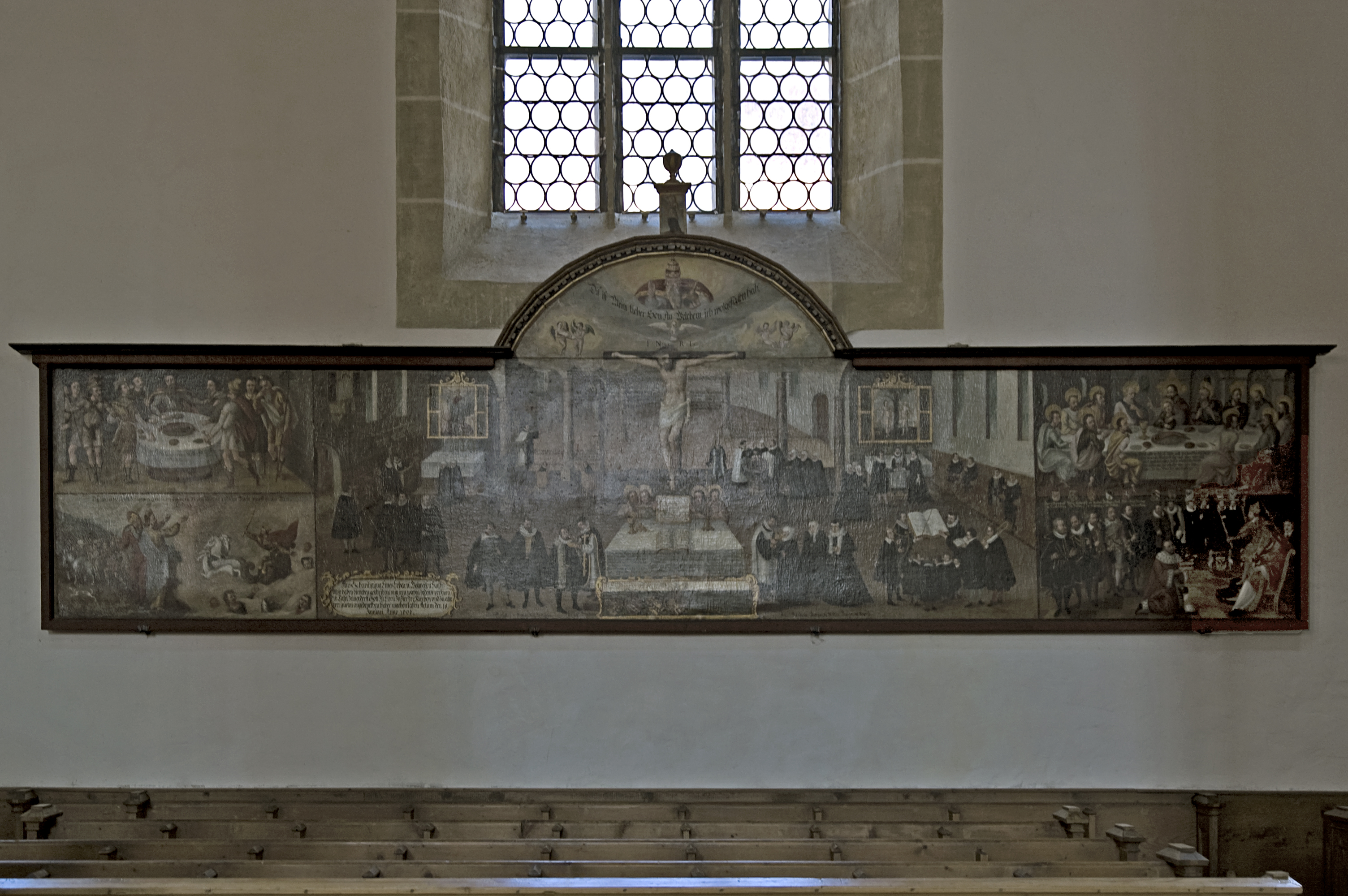

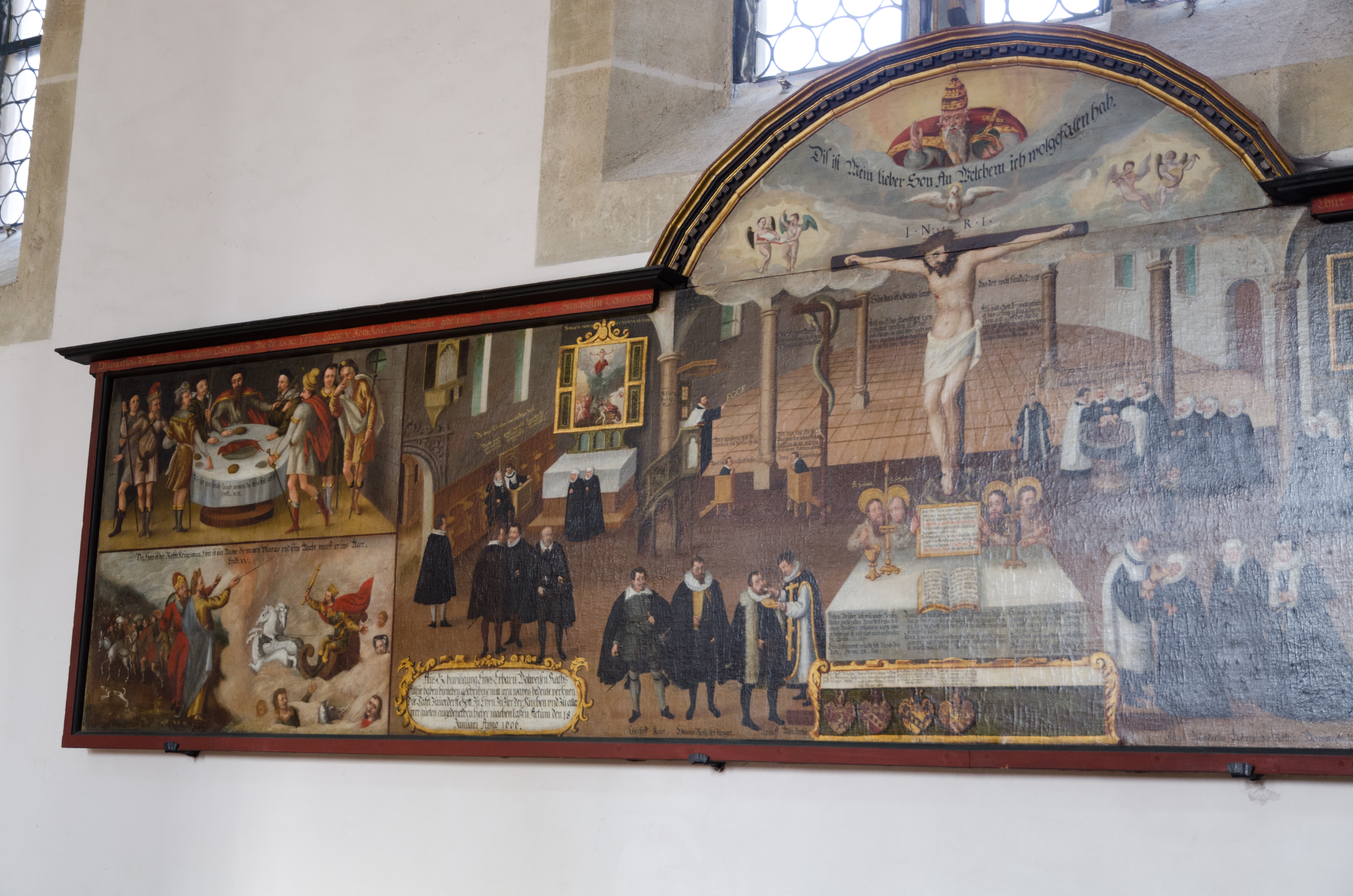
Ausschnitt aus dem Konfessionsbild

Das Konfessionsbild von Wolf Eisenmann wurde am 18. Januar 1606 von den drei Weißenburgern Christoph Koler, Hans Roth und Christoph Münderlein sowie dem österreichischen Exulanten Balthasar Cristalnig gestiftet. Die vier Weißenburger wurden zusammen mit ihren Gattinnen in das Bild mit aufgenommen. Es befindet sich an der nördlichen Seitenwand des Langhauses. Das 7,2 Meter lange und 2 Meter hohe Ölgemälde zeigt verschiedene geistliche Handlungen in der evangelischen Kirche, nämlich Abendmahl, Taufe, Beichte, Christenlehre, Predigt, Trauung und das Musizieren der Chorschule. In der Mitte des Bildes teilt ein Kreuz mit Jesus Christus das Bild. Das Konfessionsbild wurde zur Erinnerung an die Confessio Augustana gezeichnet. Im linken unteren Bildfeld wird, wahrscheinlich als Anspielung auf Kaiser Karl V., der vermutlich von Johann von Sachsen Bekenntnisbücher überreicht bekommt, die Rettung des Volkes Israel vor dem Pharao am Roten Meer dargestellt. Das linke obere Seitenbild zeigt das Passahmal der Juden vor dem Auszug aus Ägypten, das theologische Pendant zum im rechten oberen Seitenbild dargestellten Abendmahl Jesu. Überraschend ist die Anzahl der Teilnehmer am Abendmahl, nämlich 14. In anachronistischer Weise wurde der Apostel Paulus in den Kreis der 12 Jünger einbezogen. Auch auf das Bild mit eingezeichnet sind Vertreter der Städte Weißenburg und Nürnberg.

### Schatzkammer

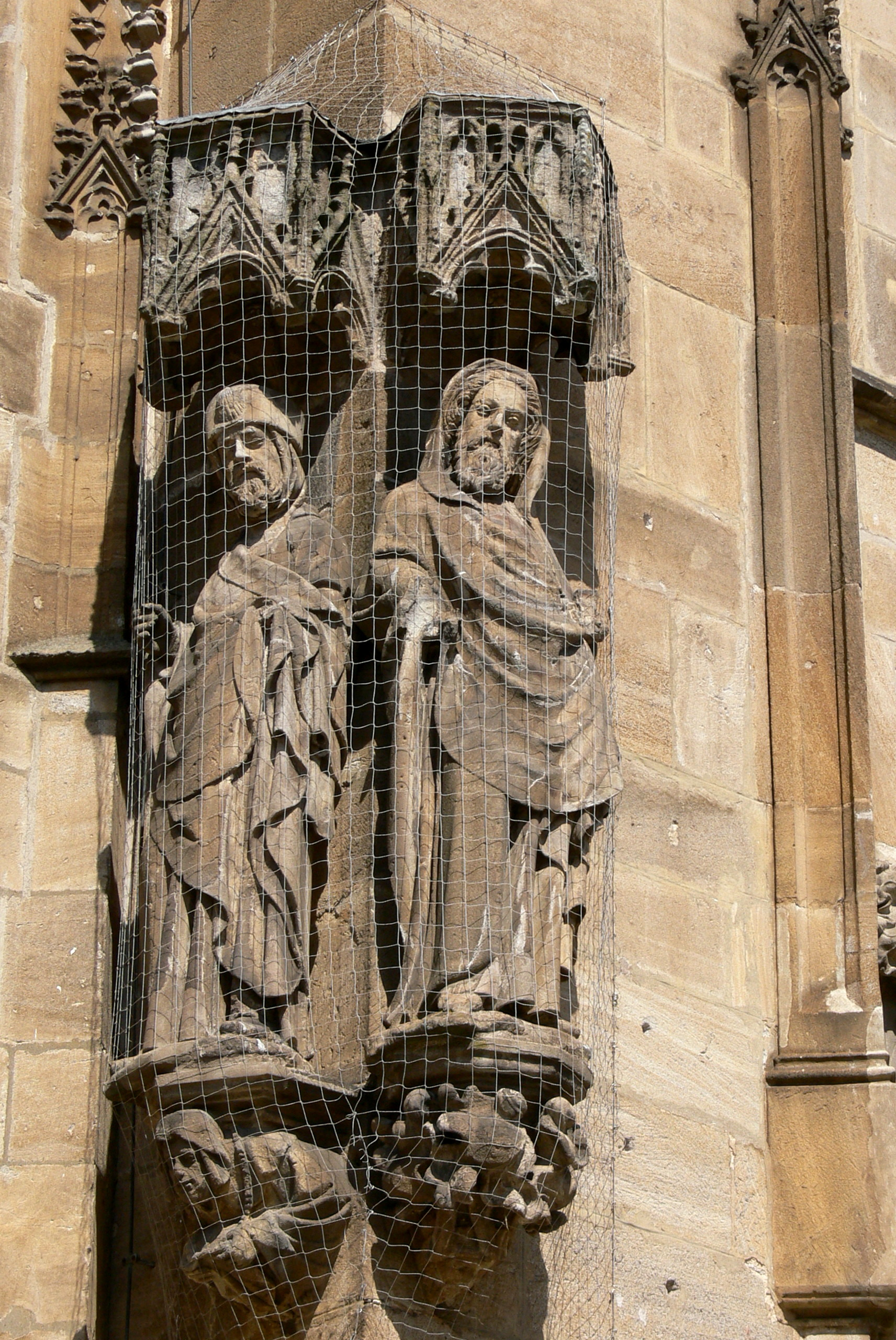
Statuen am Brautportal

In der Schatzkammer, die 1995 in der alten Sakristei im Untergeschoss des Turmes eingerichtet wurde, werden weitere bemerkenswerte Kunstschätze der Kirche aufbewahrt:
- Das bronzene romanische Altar- und Prozessionskreuz wurde 1185–1189 im schwäbischen Raum geschaffen und stammt von der Vorgängerkirche. Die Jesusstatue auf dem Kreuz trägt eine Königskrone und ist von Bergkristallen umgeben.
- Die acht thronenden Apostel aus Ton (15. Jahrhundert) gehören zu einer Gruppe von Christus mit den 12 Aposteln und entstanden in Franken. Sie wurden 1930 in einer Bretterverschalung in der Mensa des Hauptaltars wiederentdeckt.
- Ebenfalls wiederentdeckt wurden 1930 zwei textile Kopfreliquiare (ca. 1504), bei denen Reliquien von jeweils männlichen und weiblichen Heiligen in Kopfform zusammengesetzt wurden.
- Ein Silberaltärchen (um 1480) in Form eines Triptychon diente wohl ursprünglich als Reliquienaltärchen. Die Silberreliefs an der Vorderseite zeigen einen Gnadenstuhl, flankiert von einer Verkündigung.
- Aus zwei Privataltärchen (ca. 1500) wurde ein Doppelaltar zusammengesetzt. Im unteren Teil wird eine St.-Georgs-Gruppe aus Alabaster von Tafelbildern der Apostel Petrus und Andreas flankiert, im oberen ein Gnadenstuhl aus Alabaster von den Bildern der heiligen Apollonia und Ottilia.
- Außerdem bemerkenswert sind zwei gefasste Leuchterengel (16. Jahrhundert), deren Flügel abhandengekommen sind.

### Orgel

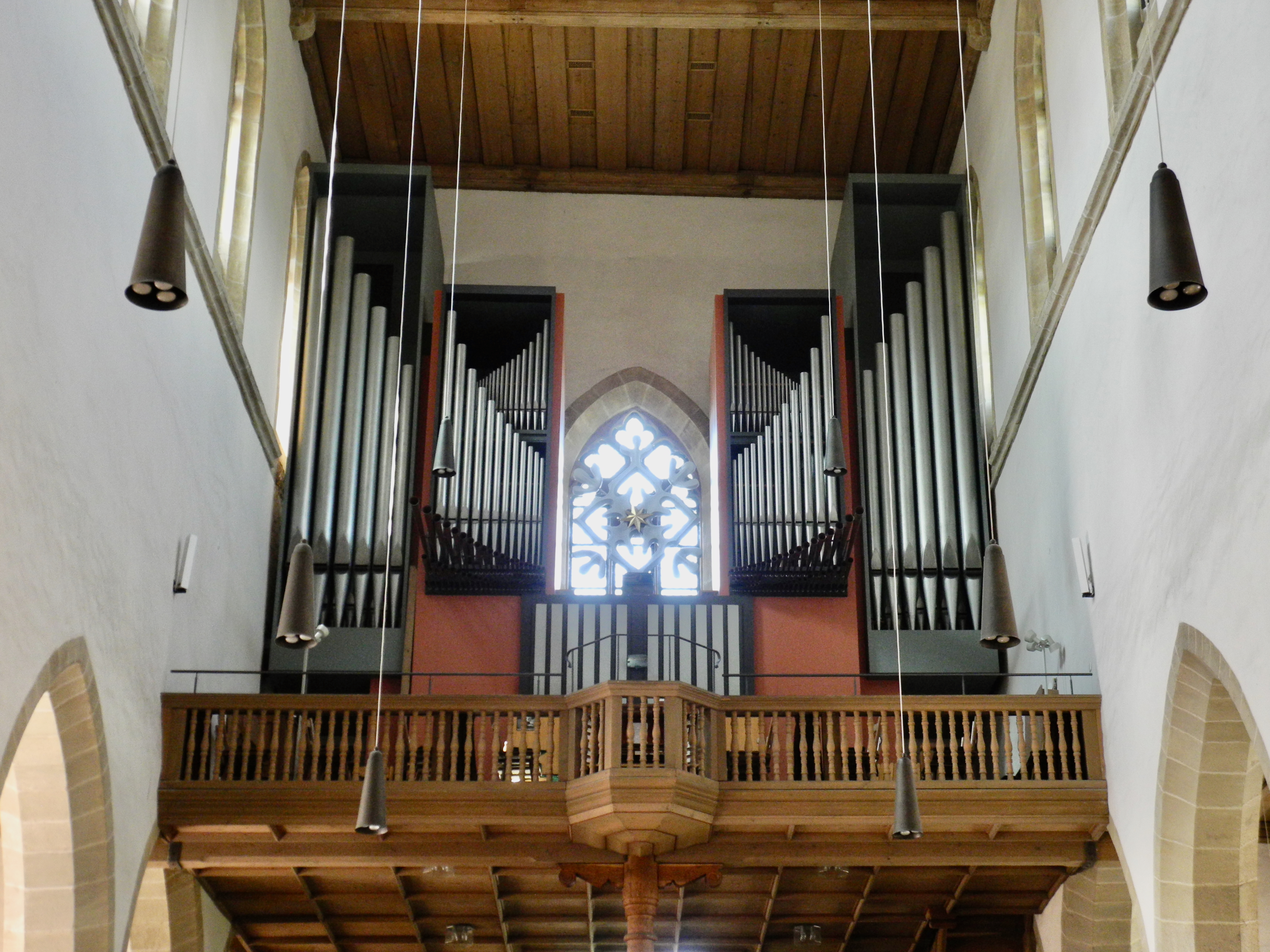
Die Steinmeyer/Jann-Orgel

1719 entwarf der Hofener Orgelbauer Johann Georg Allgeyer d. Ä. eine Orgel mit 19 Registern für die Kirche. Da dazu erhebliche Umbauarbeiten erforderlich gewesen wären, entschloss man sich stattdessen, die bestehende Orgel instand zu setzen. Erst ein Jahrzehnt später, nach Allgeyers Tod, wurde eine neue Orgel von Caspar König aus Ingolstadt eingebaut, welche jedoch mit einem völlig anderen Prospekt entworfen wurde.
Die 1963 eingeweihte und 2007 durch die Orgelbaufirma Jann renovierte Steinmeyer-Orgel befindet sich auf der Empore an der Westseite der Kirche. Bei der letzten Renovierung wurde die Orgel um ein Auxiliar erweitert. Sie verfügt nun über 46 klingende Register auf drei Manualen und Pedal. Die Disposition der denkmalgeschützten Orgel lautet:
| I Hauptwerk C–g3 |       |
| Gedackt          | 16′   |
| Prinzipal        | 8′    |
| Rohrflöte        | 8′    |
| Oktave           | 4′    |
| Gemshorn         | 4′    |
| Nasat            | 2 ⁄3′ |
| Schwiegel        | 2′    |
| Mixtur VI        | 1 ⁄3′ |
| horizontal:      |       |
| Chamade          | 8′    |
| Clarine          | 4′    |

| II Kronwerk C–g3 |       |
| Kupfergedackt    | 8′    |
| Dolce            | 8′    |
| Praestant        | 4′    |
| Koppelflöte      | 4′    |
| Oktave           | 2′    |
| Gemsquinte       | 1 ⁄3′ |
| None             | 8⁄9′  |
| Sesquialter II   | 2 ⁄3′ |
| Scharf IV        | 1′    |
| Tremulant        |       |

| III Brustwerk C–g3 |       |
| Holzgedackt        | 8′    |
| Salicional         | 8′    |
| Prinzipal          | 4′    |
| Kleingedackt       | 4′    |
| Waldflöte          | 2′    |
| Sifflöte           | 1′    |
| Kleincornett III   | 2 ⁄3′ |
| Cymbel IV          | 1⁄4′  |
| Rankett            | 16′   |
| Regal              | 8′    |
| Tremulant          |       |

| Auxiliar C–g3 |     |
| Trompete      | 16′ |
| Trompete      | 8′  |
| Oboe          | 8′  |
| Flöte         | 8′  |
| Gambe         | 8′  |
| Vox coelestis | 8′  |
|               |     |

| Pedal C–f1    |         |
| Prinzipalbaß  | 16′     |
| Subbaß        | 16′     |
| Quintbaß      | 10 2⁄3′ |
| Oktavbaß      | 8′      |
| Gedecktbaß    | 8′      |
| Pommer        | 4′      |
| Rohrpfeife    | 2′      |
| Choralbaß III | 4′      |
| Mixtur IV     | 2 ⁄3′   |
| Posaune       | 16′     |
| Trompete      | 8′      |

- Koppeln: II/I, III/I, III/II, I/P, II/P, III/P
- Spielhilfen: 6 Setzerkombinationen

## Sonstiges

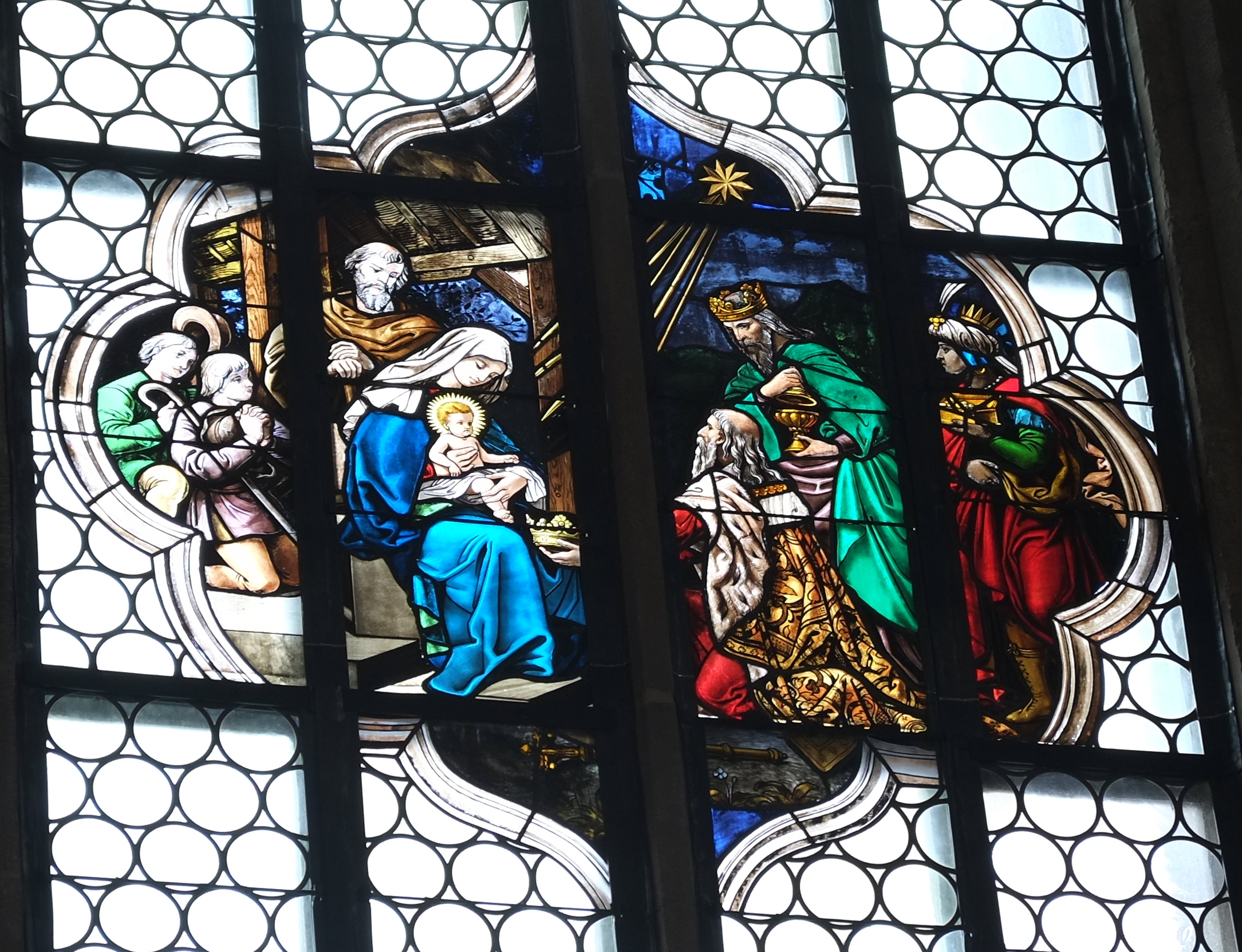
Anbetung der Heiligen Drei Könige

Der Grundstein der Kirche ist an der Westwand des Chors eingelassen. Auf dem Stein wurde nachträglich die lateinische Inschrift 1327 dedicatum est hoc templum angebracht.
Die Glasmalereien der neugotischen Hallenchorfenster wurden 1890 nachträglich hinzugefügt und zeigen die Anbetung der Heiligen Drei Könige, Jesus und die Kinder, die Kreuzigung Christi sowie Jesus und die Samariterin.
Vor der Westfront der Kirche steht eine Bronzestatue Martin Luthers vom Bildhauer Martin Mayer. Eine Kreuzigungsgruppe befindet sich im Untergeschoss des Nordturms und wurde von 1928 bis 1935 von Karl Hemmeter geschaffen.
Um die Kirche herum befand sich jahrhundertelang der Friedhof der Stadt. 1558 wurde er südwestlich vor die Stadt verlegt.
Zum Gedenken an die Weihe der Kirche wird die Weißenburger Kirchweih gefeiert, die 1455 erstmals urkundlich erwähnt wurde.